# Concepción (Metro de Huancayo)
Concepción es el nombre asignado a la cuarta futura estación del tramo suburbano del Metro de Huancayo en Perú. La estación será construida en la provincia de Concepción.
La estación es la cuarta a nivel del tramo suburbano, que se desarrolla en los exteriores de la ciudad de Huancayo.